# Estadi Alfredo Di Stéfano
L'Estadi Alfredo Di Stéfano és un estadi de futbol propietat del Reial Madrid situat al districte de Valdebebas, entre la fira d'IFEMA i l'aeroport de Barajas.

## Història
Va ser inaugurat el 9 de maig del 2006. El seu nom és un homenatge a uns dels millors jugadors del Reial Madrid als anys 50 i 60, Alfredo Di Stéfano. L'estadi està situat dintre de la Ciutat del Reial Madrid a Valdebebas.
El partit inaugural el van jugar un combinat de jugadors de diferents categories del Reial Madrid i l'Stade de Reims francès, equip que va jugar la primera final de la Copa d'Europa contra l'equip madrileny. El resultat final va ser de 6 a 1 a favor del Reial Madrid.
Actualment l'estadi és seu de tots els partits com a local del Reial Madrid Castella, primer filial del Reial Madrid.